# カゲラ川
カゲラ川（カゲラがわ、ルワンダ語:Umugezi wa Kagera、スワヒリ語:Mto Kagera）は、ブルンジに源を発し、ルワンダ・タンザニア国境、タンザニア・ウガンダ国境を経て、ウガンダでヴィクトリア湖へと注ぐ川である。

## 概要
ナイル川源流の一つである。
カゲラ川河口一帯の湿地はズアオカモメ、ゾウ、コロブス属、ブルーモンキーなどの生息地であり、2006年に近辺のビクトリア湖のサンゴ湾とムサンブワ島と共にラムサール条約登録地となった。

## その他
ルワンダ紛争においてジェノサイド（大量虐殺）が起きたとき、いくつもの虐殺死体がこの川を経てヴィクトリア湖へと流れ着いた。